# Gibbafroneta gibbosa
Gibbafroneta gibbosa Merrett, 2004 è un ragno appartenente alla famiglia Linyphiidae.
È l'unica specie nota del genere Gibbafroneta.

## Distribuzione
La specie è stata rinvenuta in Congo, ne è un endemismo.

## Tassonomia
Dal 2004 non sono stati esaminati esemplari, né sono state descritte sottospecie al 2012.